# Роковник (документарац)
Роковник (Rockovnik) је документарни филм од четрдесет епизода емитован на Радио-телевизији Србије 2011. године, по сценарију Сандре Ранчић и Душана Весића. Серија се фокусира на историју бивше југословенске рок сцене од њених почетака касних 1950-их до 2000. године  Назив емисије је игра речи на бази речи „рок“ и „роковник“.

## Резиме
Емисија садржи песму Лед Цепелина "Rock and Roll" као уводну шпицу.
Првих десет епизода бави се касним 1950-им и 1960-им у југословенској рок музици, следећих десет епизода 1970-им, а следећих десет 1980-им. Последњих десет епизода бави се периодом од почетка југословенских ратова и распада Југославије до политичких промена у Србији 2000. године, а са распадом земље престаје да постоји југословенска рок сцена, углавном српска рок сцена.
Свака епизода садржи мали списак догађаја, политичких и културних, који су се десили током одређене године.

## Снимање
Први снимци су направљени крајем 1990-их, али је већина снимања настала током 2004. године у Београду, Загребу, Љубљани, Сарајеву, Ријеци, Пули, Кумровцу, Крагујевцу и Новом Саду.

## Епизоде
| Епизода | Наслов                                                                            | Датум емитовања |
| ------- | --------------------------------------------------------------------------------- | --------------- |
| 01      | I страна: Нека буде рок (увод 1955–1958)                                          | 2011            |
| 02      | II страна: Љубав и мода (Београд 1958–1963)                                       | 2011            |
| 03      | III страна: Рок ен рол у Загребу (1958–1964)                                      | 2011            |
| 04      | IV страна: Бјежи кишо с прозора (Сарајево 1961–1968)                              | 2011            |
| 05      | V страна: Мрамор, камен и жељезо (бит у Загребу 1964–1967)                        | 2011            |
| 06      | VI страна: Ухвати ветар (бит у Београду 1964–1968)                                | 2011            |
| 07      | VII страна: Руке пружам (Сарајево 1964 - 1968)                                    | 2011            |
| 08      | VIII страна: Осмех (Ауторски рок у Хрватској 1966–1970)                           | 2011            |
| 09      | IX страна: Степенице за небо (Култне групе 1967–1970)                             | 2011            |
| 10      | X страна: Прво светло у кући број 4 (Београд 1968–1970)                           | 2011            |
| 11      | XI страна: У тами диско-клуба (Југословенска рок сцена 1971–1972)                 | 2011            |
| 12      | XII страна: Пут на исток (Југословенска рок сцена 1972)                           | 2011            |
| 13      | XIII страна: Чудна шума (Југословенска рок сцена 1973–1975)                       | 2011            |
| 14      | XIV страна: Кад би био бијело дугме (Југословенска рок сцена 1974–1975)           | 2011            |
| 15      | XV страна: Пљуни истини у очи (Југословенска рок сцена 1975)                      | 2011            |
| 16      | XVI strana: Шумадијски блуз (Југословенска рок сцена 1975–1976)                   | 2011            |
| 17      | XVII страна: Дођите на шоу (Југословенска рок сцена 1976–1978)                    | 2011            |
| 18      | XVIII страна: Паклени возачи (Југословенска рок сцена 1978–1979)                  | 2011            |
| 19      | XIX страна: Рок ен рол за кућни савет (Југословенска рок сцена 1978–1979)         | TBA             |
| 20      | XX страна: Ружан, паметан и млад (Југословенска рок сцена 1979–1980)              | 2011            |
| 21      | XXI страна: Нико као ја (Југословенска рок сцена 1980–1981)                       | 2011            |
| 22      | XXII страна: Ужас је моја фурка (Југословенска рок сцена 1981–1982)               | 2011            |
| 23      | XXIII страна: Tanz Mit Laibach (Југословенска рок сцена 1983–1985)                | 2011            |
| 24      | XXIV страна: Anarhija All Over Baščaršija (Југословенска рок сцена 1983–1985)     | 2011            |
| 25      | XXV страна: Погледај дом свој, анђеле (Југословенска рок сцена 1985)              | 2011            |
| 26      | XXVI страна: Један позив мења све (Југословенска рок сцена 1985)                  | 2011            |
| 27      | XXVII страна: Бивше дјевојчице, бивши дјечаци (Југословенска рок сцена 1986–1987) | 2011            |
| 28      | XXVIII страна: Као да је било некад (Југословенска рок сцена 1987–1988)           | 2011            |
| 29      | XXIX страна: Игра рок ен рол цела Југославија (Југословенска рок сцена 1988–1989) | 2011            |
| 30      | XXX страна: Како је пропао рокенрол (Југословенска рок сцена 1988–1989)           | 2011            |
| 31      | XXXI страна: Рат и мир (Југословенска рок сцена 1990–1991)                        | 2011            |
| 32      | XXXII страна: Мир, брате, мир (1992)                                              | 2011            |
| 33      | XXXIII страна: Можеш ме звати како год хоћеш (1993)                               | 2011            |
| 34      | XXXIV страна: Моји су другови бисери расути по целом свету (1994)                 | 2011            |
| 35      | XXXV страна: Година културе (1995)                                                | 2011            |
| 36      | XXXVI страна: Само дрога Србина спасава (1996)                                    | 2011            |
| 37      | XXXVII страна: Ја нисам одавле (1997)                                             | 2011            |
| 38      | XXXVIII страна: Нова жена, савремена, самостална дама (1998)                      | 2011            |
| 39      | XXXIX страна: Проћиће и њихово (1999)                                             | 2011            |
| 40      | Последња страна: Готов(о) је! (Рок сцена у Србији 2000. и шта је било после)      | 2011            |

## Интервјуи
У емисији су интервјуи са више од 300 личности, углавном музичара, али и критичара, новинара, обожавалаца и других.

### Музичари
- Мирослав "Миша" Алексић (Рибља чорба)
- Небојша Антонијевић "Антон" (Партибрејкерс)
- Борис Аранђеловић (Смак)
- Борис Бабаровић "Барба" (Црвени кораљи)
- Биљана Бабић (Boye)
- Бранислав Бабић "Кебра" (Обојени програм)
- Момчило Бајагић "Бајага" (Рибља чорба, Бајага и инструктори)
- Жељко Бебек (Бијело дугме, соло)
- Нено Белан (Ђаволи, соло)
- Јосип Бочек (Динамити, Корни група)
- Даворин Боговић (Прљаво казалиште, соло)
- Бранислав "Бане" Бојовић (Sunshine)
- Јанез Бончина "Бенч" (Млади Леви, Срце, Југословенска поп селекција, Септембер)
- Видоја "Џинџер" Божиновић (Рибља чорба)
- Ведран Божић (Роботи, Ми, Time)
- Лав Братуша (Darkwood Dub)
- Марко Брецељ (Булдожер, соло)
- Горан Бреговић (Бијело дугме)
- Александар Цветковић (Силуете)
- Дејан Цукић (Булевар, Бајага и инструктори, соло)
- Мирослав Цветковић "Цвеле" (Бајага и инструктори)
- Самир Ћеремида (Плави оркестар)
- Здравко Чолић (Амбасадори, Корни рупа, соло)
- Бранко Чрнац Туста (КУД Идијоти)
- Никола Чутурило "Чутура" (Рибља чорба, соло)
- Жарко Данчуо (Роботи, соло)
- Зоран Дашић (Легенде)
- Милан Делчић "Делча" (У шкрипцу, соло)
- Владимир Дивљан (Идоли, соло)
- Небојша Дракула (Директори)
- Бора Ђорђевић (Сунцокрет, Рани мраз, Рибља чорба)
- Иван Ђорђевић "Ивек" (Казна за уши)
- Војислав Ђукић (С времена на време)
- Звонимир Ђукић "Ђуле" (Ван Гог)
- Драгољуб Ђуричић (Ју група, Леб и сол, Кербер, пратећи бенд Здравка Чолића)
- Махмут Феровић (Чичак)
- Роберт Фунчић (Xenia)
- Владимир Фурдуј (Корни група)
- Милан "Мики" Гелб (Бијеле стријеле)
- Давор Гобац (Психомодо поп)
- Владимир "Влајко" Голубовић (Сунцокрет, Рибља чорба, Бајага и инструктори)
- Срђан Гојковић "Гиле" (Електрични оргазам)
- Роман Горшек (Плејбој)
- Дејан Гвозден (Кристали)
- Хусеин Хасанефендић "Хус" (Група 220, Парни ваљак)
- Бојан Хрељац (Корни група)
- Драган Илић (Генерација 5)
- Марко Илић (CYA)
- Сања Илић (Сан, соло)
- Ален Исламовић (Дивље јагоде, Бијело дугме, соло)
- Жан Јакопач (Поздрав Азри)
- Дражен Јанковић "Драле" (Забрањено пушење, The No Smoking Orchestra)
- Владимир Јанковић "Џет" (Црни бисери, Тунел)
- Драги Јелић (Силуете, Џентлмени, YU група)
- Живорад "Жика" Јелић (Џентлмени, YU група)
- Владимир Јерић "Јера" (Darkwood Dub)
- Драган "Крле" Јовановић (Генерација 5)
- Миодраг Јовановић "Мишко" (Ништа али логопеди)
- Милутин Јованчић "Мита" (Block Out)
- Јован Јовић (Деца лоших музичара)
- Тања Јовићевић (Октобар 1864)
- Неле Карајлић (Забрањено пушење, The No Smoking Orchestra)
- Валтер Коцијанчић (Параф)
- Немања Којић "Којот" (Eyesburn, Sunshine)
- Влада Кокотовић (Гоблини)
- Зоран Костић "Цане" (Партибрејкерс)
- Корнелије Ковач (Индекси, Корни група)
- Кристина Ковач (К2)
- Сретен "Срета" Ковачевић (Пекиншка патка, Контраритам)
- Бруно Лангер (Атомско склониште)
- Борис Лајнер (Азра, Вјештице)
- Сеад "Зеле" Липовача (Дивље јагоде)
- Миле Лојпур
- Александар "Саша" Локнер (Галија, Бајага и инструктори)
- Саша Лошић "Лоша" (Плави оркестар)
- Петер "Перо" Ловшин (Панкрти, Соколи, соло)
- Давор Лукас (Фит)
- Александар Лукић "Лука" (У шкрипцу, Фамилија)
- Горан Марић (Бјесови)
- Срђан Марић "Мара" (Директори)
- Зоран Маринковић (Бјесови)
- Ненад Марјановић "др Фриц" (КУД Идијоти)
- Срђан Марјановић
- Драгољуб Марковић "Блеки" (Ништа али логопеди)
- Жељко Маркуш (Кристали)
- Дамир Мартиновић "Мрле" (Термити, Лет 3)
- Радомир Михајловић "Точак" (Смак, соло)
- Зоран Милановић (Смак)
- Мирослав "Вицко" Милатовић (Рибља чорба)
- Жика Миленковић (Бајага и инструктори, Бабе)
- Дејан Милојевић (Џа или Бу)
- Марко Миливојевић (ЕКВ)
- Александра "Слађана" Милошевић
- Александар Миловановић "Сале Веруда" (КУД Идијоти)
- Јован Мишевић (Силуете)
- Драго Млинарец (Група 220, соло)
- Кемал Монтено
- Оливер Нектаијевић (Канда, Коџа и Небојша)
- Роберт Немечек (Поп пашина)
- Волтер Неугебауер (Млади)
- Љубомир "Љуба" Нинковић (С времена на време)
- Иван "Јани" Новак (Laibach)
- Борис Новковић
- Ђорђе Новковић (Индекси, Про арте)
- Јурица Пађен (Група 220, Аеродром, Азра, 4 Аса)
- Дејан Пејовић "Пеја" (Фамилија)
- Ненад Пејовић (Канда, Коџа и Небојша)
- Марина Перазић (Денис & Денис, соло)
- Зоран Предин (Лачни Франц, соло)
- Зоран Продановић "Прља" (Лет 3)
- Влада Рајовић (Канда, Коџа и Небојша)
- Иван Ранковић "Рака" (Тврдо срце и велике уши, ЕКВ)
- Горан Реџепи "Геџа" (Фамилија)
- Зоран Реџић (Бијело дугме)
- Миодраг Ристић "Мики" (Darkwood Dub)
- Лаза Ристовски (Смак, Бијело дугме, соло)
- Дарко Рундек (Хаустор, соло)
- Владимир Савчић "Чоби" (Про арте)
- Масимо Савић (Dorian Gray, соло)
- Александар Сиљановски "Сиља" (Деца лоших музичара)
- Ана Станић
- Мирко Срдић (Elvis J. Kurtovic and His Meteors)
- Иван "Пико" Станчић (Група 220, Парни Ваљак, Филм, Le Cinema)
- Слободан "Боба" Стефановић (Златни дечаци, соло)
- Владимир "Влатко" Стефановски (Леб и сол, соло)
- Јурисав "Јура" Стублић (Филм)
- Дадо Топић (Динамити, Корни група, Time, соло)
- Горан Вејвода
- Викторија
- Младен Војичић "Тифа" (Бијело дугме, Дивље јагоде, Ватрени пољубац, соло)
- Младен "Бата" Вранешевић (Лабораторија звука)
- Предраг "Пеђа" Вранешевић (Лабораторија звука)
- Милић Вукашиновић (Индекси, Бијело дугме, Ватрени пољубац, соло)
- Дражен Жерић "Жера" (Црвена јабука)

### Други
- Бранислав Антовић - менаџер Музичке телевизије Србије
- Желимир Алтарац Чичак - уметнички менаџер, новинар
- Воја Аралица - продуцент
- Дејан Бодирога – кошаркаш
- Бранислав Цветковић – новинар
- Јован Ћирилов - позоришни стручњак, писац
- Срђан Драгојевић - директор
- Драган Џигурски - љубитељ рока
- Гога Грубјешић - продуцент агенције Суперстар
- Александар Илић "Сале" - власник ЕКВ Рекордс
- Јадранка Јанковић-Нешић – новинар
- Златко Јошић - менаџер и организатор концерата
- Момо Капор - писац
- Никола Караклајић - шаховски мајстор, радио личност
- Славољуб Кнежевић - пријатељ Рајка Којића
- Зоран Лазаревић "Киза Бетмен" - аутор емисије Пакет аранжман
- Бане Локнер - рок критичар
- Биљана Максић - драматург
- Радомир „Рака“ Марић – управник
- Вишња Марјановић - новинар
- Иван Марков - редитељ
- Дубравка "Дуца" Марковић - Хит месеца водитељка
- Владимир Михаљек „Миха“ – управник
- Милорад Милинковић „Дебели“ – ред
- Зоран Модли - ДЈ
- Малколм Мухарем - менаџер, идеолог новог примитивизма
- Никола Нешковић – новинар
- Биљана Невајда - жена која је инспирисала песму Рибље Чорбе "Остани ђубре до краја"
- Драган Николић – глумац
- Предраг Новковић - новинар
- Драган Папић – уметник
- Раша Петровић – новинар
- Младен Поповић - уредник Хит месеца
- Нада Поповић - љубитељ рока
- Петар Поповић – рок критичар
- Момчило Рајин - историчар уметности, дизајнер
- Ивана Ристич - љубитељ рока
- Јован Ристић – редитељ
- Соња Савић - глумица
- Владимир Спичановић – хроничар
- Марко Стоименов - дечко Маргите Стефановић
- Родољуб Стојановић „Рођа“ – управник
- Тања Вдовић - рођак Ивице Вдовића "Вд" .
- Александар Жикић - рок критичар

## Роковник на Јутјубу
Званични Јутјуб канал садржи све епизоде. Јутјуб верзија садржи инструменталну верзију песме Атомског склоништа „Олујни морнар“ као уводну шпицу.

## Могуће ДВД издање
Сандра Ранчић је у интервјуу 2013. навела да постоји могућност да емисија буде објављена на ДВД-у, као и да ће на ДВД издању бити део неискоришћених снимака.

## Занимљивости
Паралелно са овом серијом, снимљен је и филм ЕКВ-као да је било некад.